# Bambino di Taung

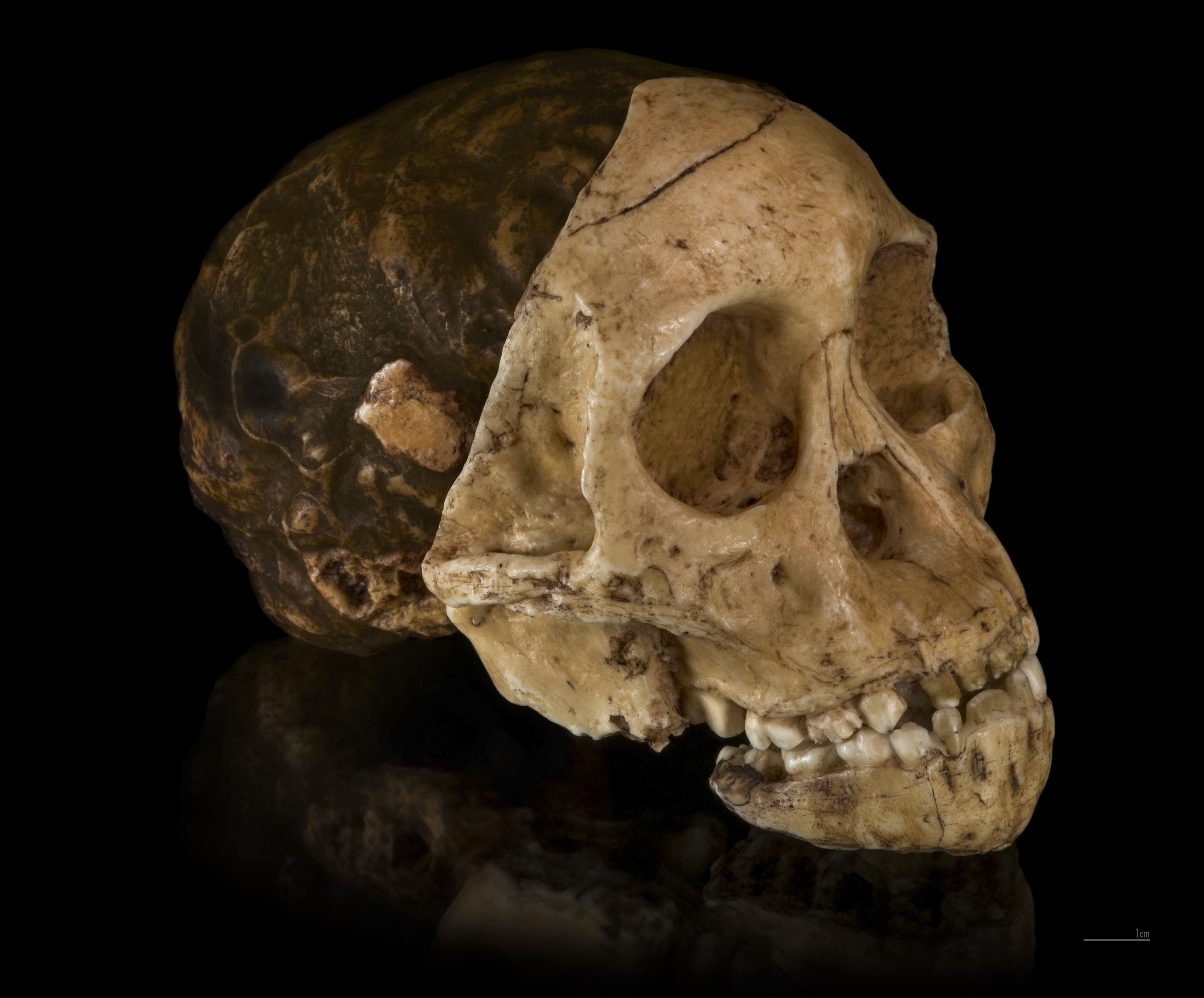
Ricostruzione dell'Australopithecus africanus denominato Bambino di Taung

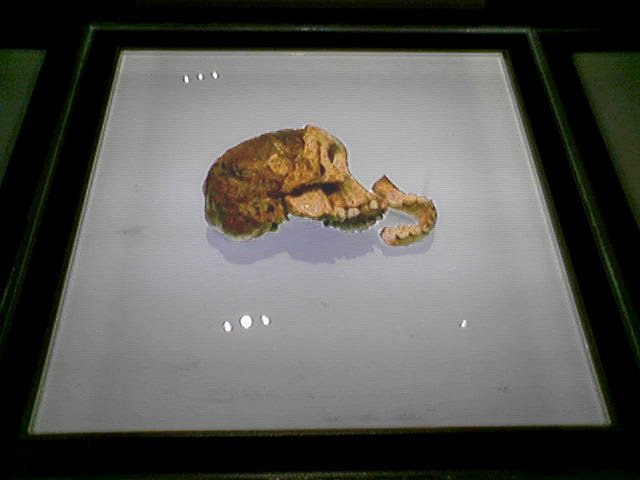
I resti fossili del Bambino di Taung

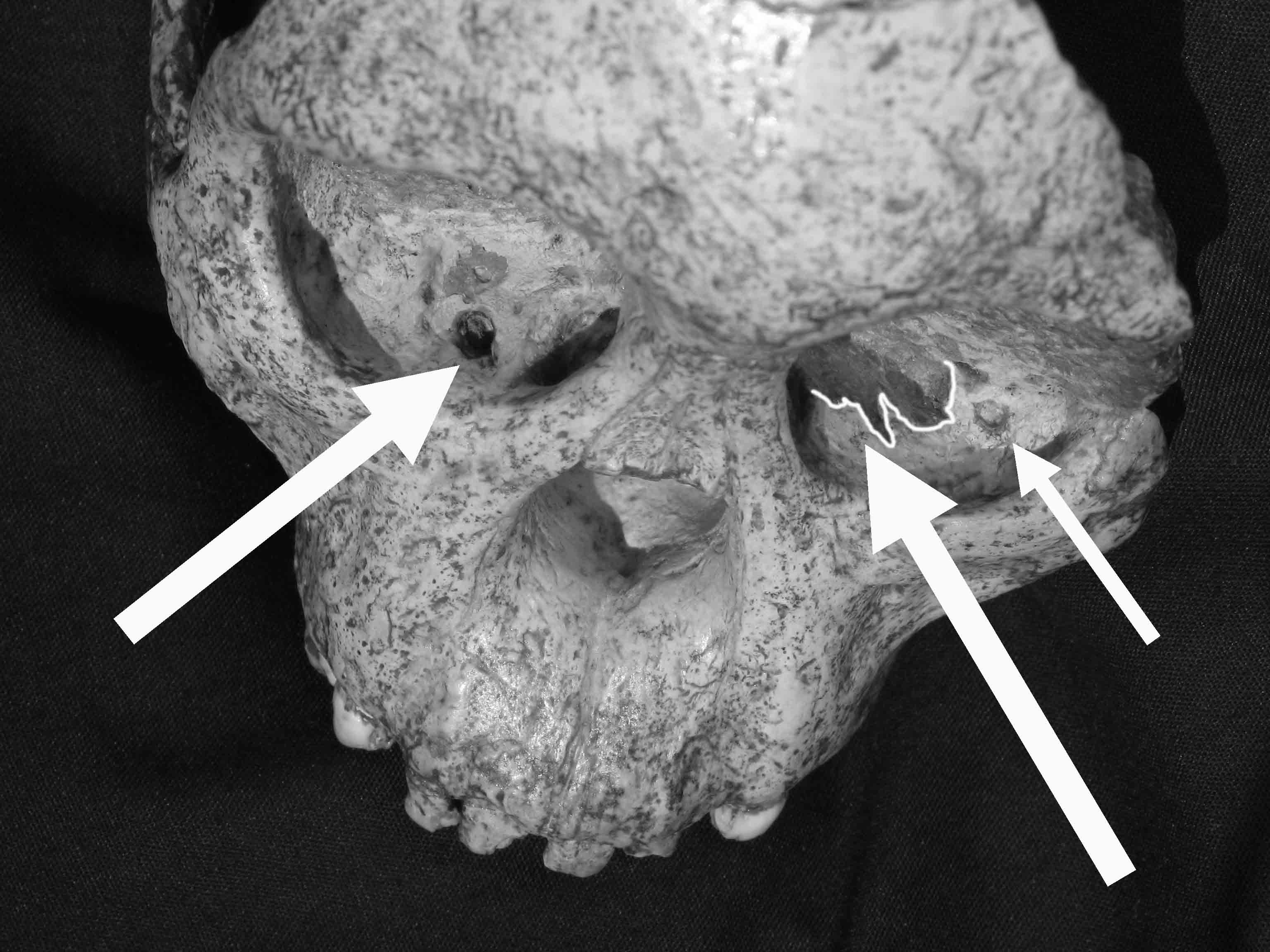
Cranio del Bambino di Taung: le frecce indicano le incisioni presumibilmente causate da un rapace.

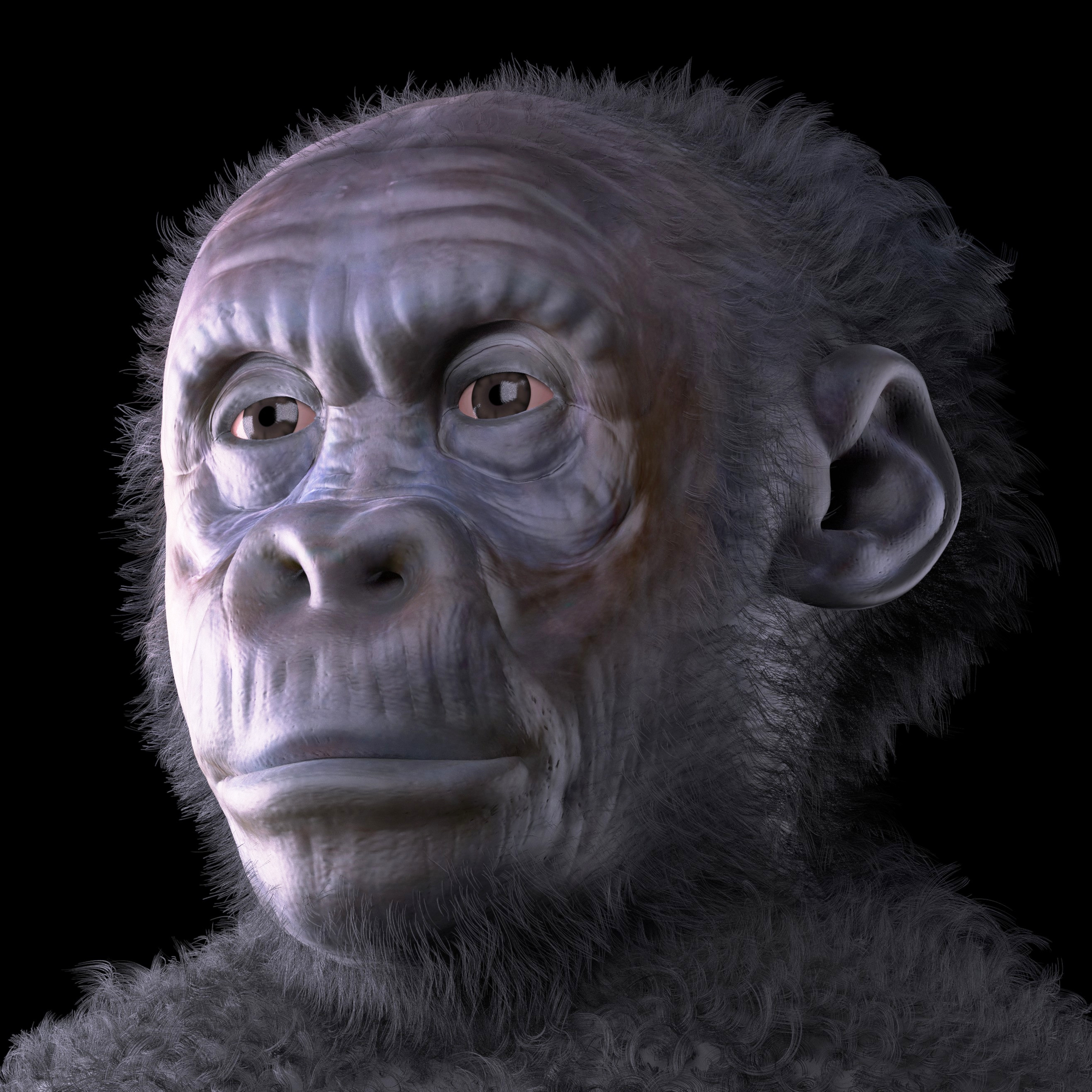
Ricostruzione facciale

Bambino di Taung è il nome con cui è comunemente conosciuto il fossile di un cranio infantile di Australopithecus africanus, risalente a 2,8 milioni di anni fa, ritrovato a Taung, in Sudafrica, nel 1924.

## Ritrovamento
Il fossile fu trovato a Taung, una cittadina nella Provincia del Nordovest del Sudafrica, da un operaio di una cava di pietra ed estratto da una pietra nella quale era incastrato. Il campione fu analizzato da Raymond Dart, anatomista all'Università di Witwatersrand (Sud Africa), che ne riconobbe l'importanza e pubblicò i risultati dei suoi studi sulla rivista "Nature" nel 1925, indicandolo come appartenente a una nuova specie intermedia tra le scimmie e l'uomo. In quel periodo tuttavia la comunità scientifica era affascinata dalla recente scoperta dell'Uomo di Piltdown (rivelatosi poi un falso), che aveva un cervello piuttosto grande e denti scimmieschi, l'esatto opposto del ritrovamento di Taung, e l'interpretazione di Dart fu quindi ignorata per alcuni decenni. I reperti sono conservati presso l'Università del Witwatersrand di Johannesburg.

## Caratteristiche
Il campione è di valore eccezionale per i pezzi recuperati: cranio, mandibola con i denti e una parte dell'endocranio che ha permesso di valutare anche lo sviluppo cerebrale. La capacità del cranio fu stimata in 405 cm³, il che fa dedurre un volume di 440 cm³ per un individuo adulto, all'incirca corrispondente a quello di uno scimpanzé. Una successiva analisi al computer condotta nel 2007 ha ricalcolato il volume a 382 cm³ per il bambino e a 406 cm³ per gli adulti, valori inferiori a quelli di Paranthropus.
L'individuo aveva ancora i denti da latte, ma gli stavano già crescendo quelli definitivi; considerando che nell'uomo moderno questo avviene attorno al sesto anno di vita mentre negli scimpanzé verso il terzo, si può presumere che il bambino di Taung al momento della morte potesse avere un'età superiore ai 3 anni; la dentatura somigliava a quella umana. Doveva essere alto circa 105 cm e pesare all'incirca 10-12 kg. Viveva probabilmente in una savana e se ne può immaginare la postura eretta, anche se le dimensioni del cervello erano ancora di proporzioni scimmiesche.
L'esame del fossile indica che Australopithecus africanus aveva un tasso di crescita più vicino a quello di uno scimpanzé che a un Homo sapiens, ma anche altre specie intermedie come Homo ergaster e Homo erectus sono passate per fasi di sviluppo intermedie tra quelle delle scimmie antropomorfe e l'uomo moderno, come si è dedotto dal fossile del ragazzo di Turkana.
Da alcune similarità nelle incisioni riscontrate nel cranio e nella cavità oculare, si è recentemente supposto che il bambino di Taung possa essere rimasto vittima dell'attacco da parte di un'aquila o di un altro grande uccello predatore.

## Note

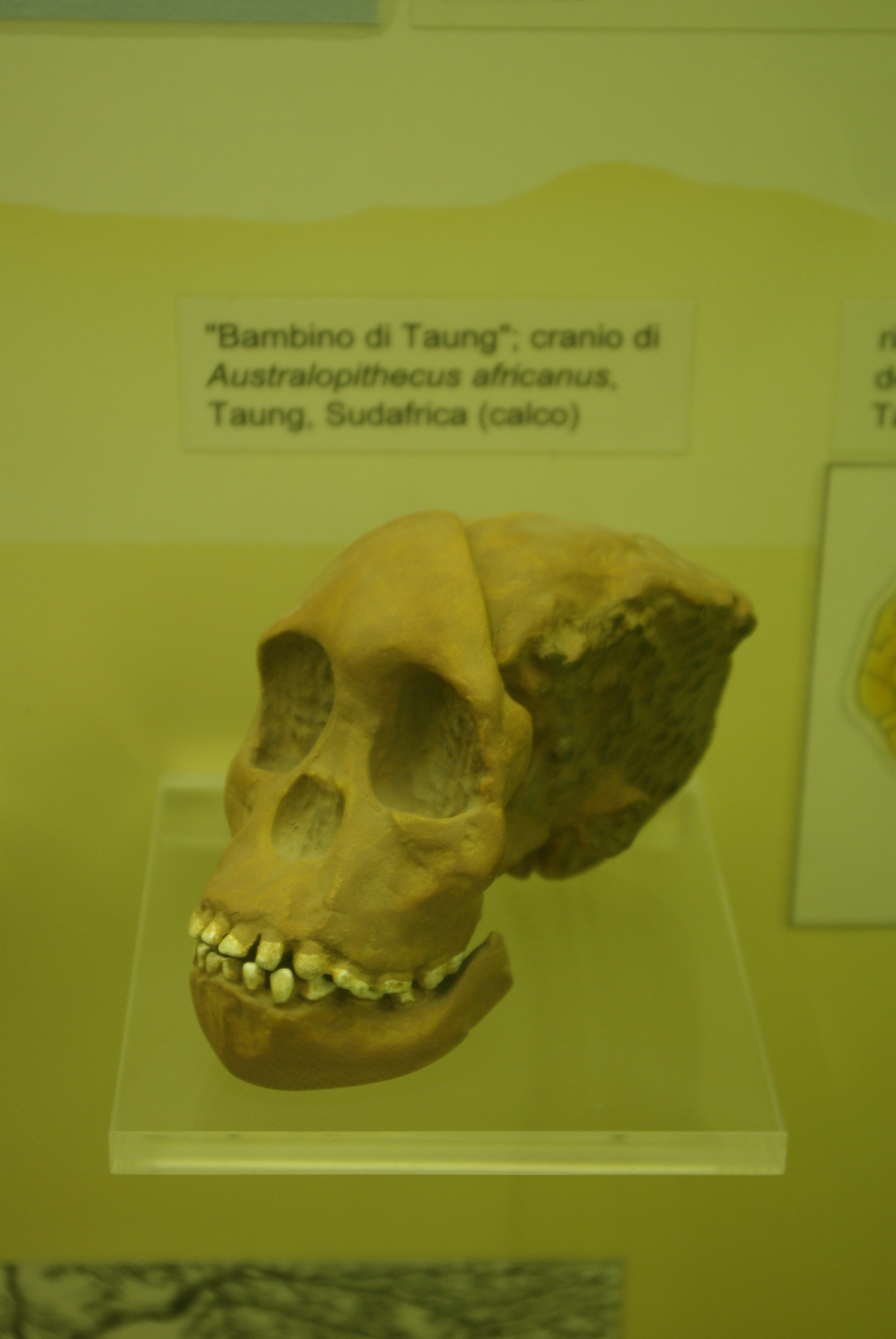
Calco del fossile